# Édouard Weil
Pour les articles homonymes, voir Weil.
Édouard Weil est un producteur français né le 12 janvier 1970 à Neuilly-sur-Seine. Il est l'un des membres du Club des 13.

## Filmographie
- 1996 : J'aime beaucoup ce que vous faites de Xavier Giannoli (court-métrage)
- 1998 : L'Interview de Xavier Giannoli (court-métrage)
- 1999 : Kennedy et moi de Sam Karmann
- 2002 : Demonlover d'Olivier Assayas
- 2003 : Les Corps impatients de Xavier Giannoli
- 2004 : Clean d'Olivier Assayas
- 2005 : Palais royal ! de Valérie Lemercier
- 2005 : Une aventure de Xavier Giannoli
- 2006 : Quand j'étais chanteur de Xavier Giannoli
- 2006 : La Californie de Jacques Fieschi
- 2007 : Darling de Christine Carrière
- 2008 : Nos 18 ans de Frédéric Berthe
- 2008 : La Frontière de l'aube de Philippe Garrel
- 2009 : À l'origine de Xavier Giannoli
- 2011 : La guerre est déclarée de Valérie Donzelli
- 2011 : Un été brûlant de Philippe Garrel
- 2012 : Superstar de Xavier Giannoli
- 2012 : Main dans la main de Valérie Donzelli
- 2013 : Le Temps de l'aventure de Jérôme Bonnell
- 2013 : 100% cachemire de Valérie Lemercier
- 2014 : Tonnerre de Guillaume Brac
- 2015 : Love de Gaspar Noé
- 2016 : Les Naufragés de David Charhon
- 2016 : Nocturama de Bertrand Bonello
- 2017 : Marie-Francine de Valérie Lemercier
- 2018 : Roulez jeunesse de Julien Guetta
- 2019 : Notre dame de Valérie Donzelli
- 2019 : Les Misérables de Ladj Ly (coproducteur)
- 2020 : #Jesuislà d'Éric Lartigau
- 2020 : Parents d'élèves de Noémie Saglio
- 2020 : Aline de Valérie Lemercier
- 2023 : L'Amour et les Forêts de Valérie Donzelli

## Distinctions
- 2022 : Prix Daniel-Toscan-du-Plantier pour Aline [2]